# Belgisch biometrisch paspoort

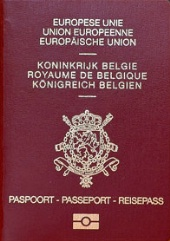
Belgisch paspoort uit 2008. Onderaan het e-paspoortlogo.

Het Belgisch biometrisch paspoort is een biometrisch paspoort, afgeleverd aan Belgische burgers. 
In 2004 had België als een van de eerste landen in Europa een paspoort met een elektronische chip waarop persoonlijke gegevens, de handtekening en de foto van de paspoorthouder waren opgeslagen. Tien jaar later werden in de nieuwe paspoorten ook de vingerafdrukken van de houder opgenomen. 
In het paspoort worden 4 soorten gegevens opgeslagen:
1. de identiteit en de nationaliteit van de houder;
2. de afdruk van twee vingers, bij voorkeur de wijsvingers (vanaf 12 jaar)
3. een foto die ter plaatse wordt genomen (vanaf 6 jaar)
4. de handtekening van de houder (vanaf 6 jaar).

Op deze verplichting kan enkel een uitzondering worden toegestaan in geval van fysieke beperking, zoals misvormingen van de hand of ontbrekende vingers. 
Het paspoort is in principe 7 jaar geldig (5 jaar voor minderjarigen), en wordt aangevraagd op de gemeente van woonst, of bij een Belgische diplomatieke post in het buitenland. 